# Ville ferroviaire

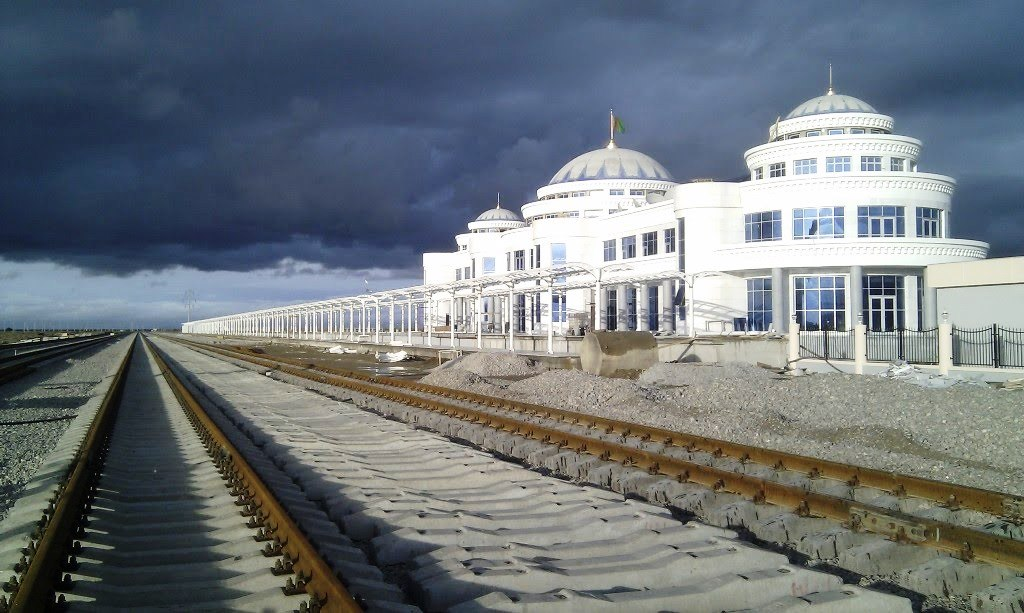
Bereket, Turkménistan. La ville est née en 1885 de la construction d'une gare et est aujourd'hui un lieu de croisement entre le Transcaspien et le Corridor de transport international Nord-Sud.

Une ville ferroviaire est une ville qui doit sa naissance ou son développement au chemin de fer, que ce soit par une gare, gare de triage, croisement ou passage à niveau.

## Amérique du Nord
On peut citer l'exemple des villes champignons nées à la suite de la construction d'un chemin de fer, par exemple le premier chemin de fer transcontinental.
- Atlanta
- Durango
- Nampa
- Sayre

## Belgique
- Montzen-Gare

## Chine
- Changchun
- Zhuzhou

## Danemark
- Langå (en)

## France
- Aulnoye-Aymeries
- Longueau
- Miramas
- Saint-Pierre-des-Corps
- Tergnier

## Grande-Bretagne
- Battersea (banlieue de Londres)
- Crewe
- Darlington
- Doncaster
- Eastleigh
- Harlesden (banlieue de Londres)
- Peterborough
- Swindon

## Pologne
- Krzyż Wielkopolski
- Stacja Małogoszcz (pl)
- Zbąszynek

## Tchéquie
- České Velenice

## Turkménistan
- Bereket